# Kandersteg
Kandersteg – gmina (niem. Einwohnergemeinde) w Szwajcarii, w kantonie Berno, w regionie administracyjnym Oberland, w okręgu Frutigen-Niedersimmental. Kandersteg leży w Berner Oberland, w dolinie rzeki Kander, w Alpach Berneńskich, jest ośrodkiem turystycznym. Głównymi atrakcjami są jezioro Oeschinen, przełęcz Gemmipass (przez którą można dostać się do Leukerbadu), przełęcz Lötschenpass (łącząca gminę z doliną Lötschental) oraz liczne górskie szlaki turystyczne, także via ferrata.
W miejscowości znajduje się ośrodek skautowy należący do Światowej Organizacji Ruchu Skautowego (WOSM).
Kandersteg otoczone jest wysokimi alpejskimi szczytami np. Balmhorn, Blüemlisalphorn czy Rinderhorn. W miejscowości usytuowana jest skocznia narciarska Nordic Arena. W 2018 r. Kandersteg wraz z gminą Goms byli gospodarzem Mistrzostw Świata Juniorów w Narciarstwie Klasycznym.

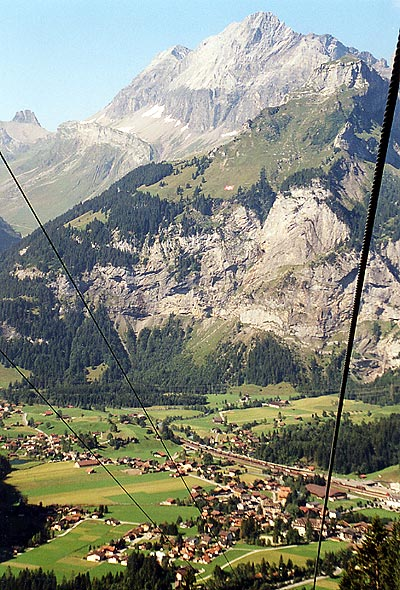
Kandersteg, w tle Tschingellochtighorn i Lohner
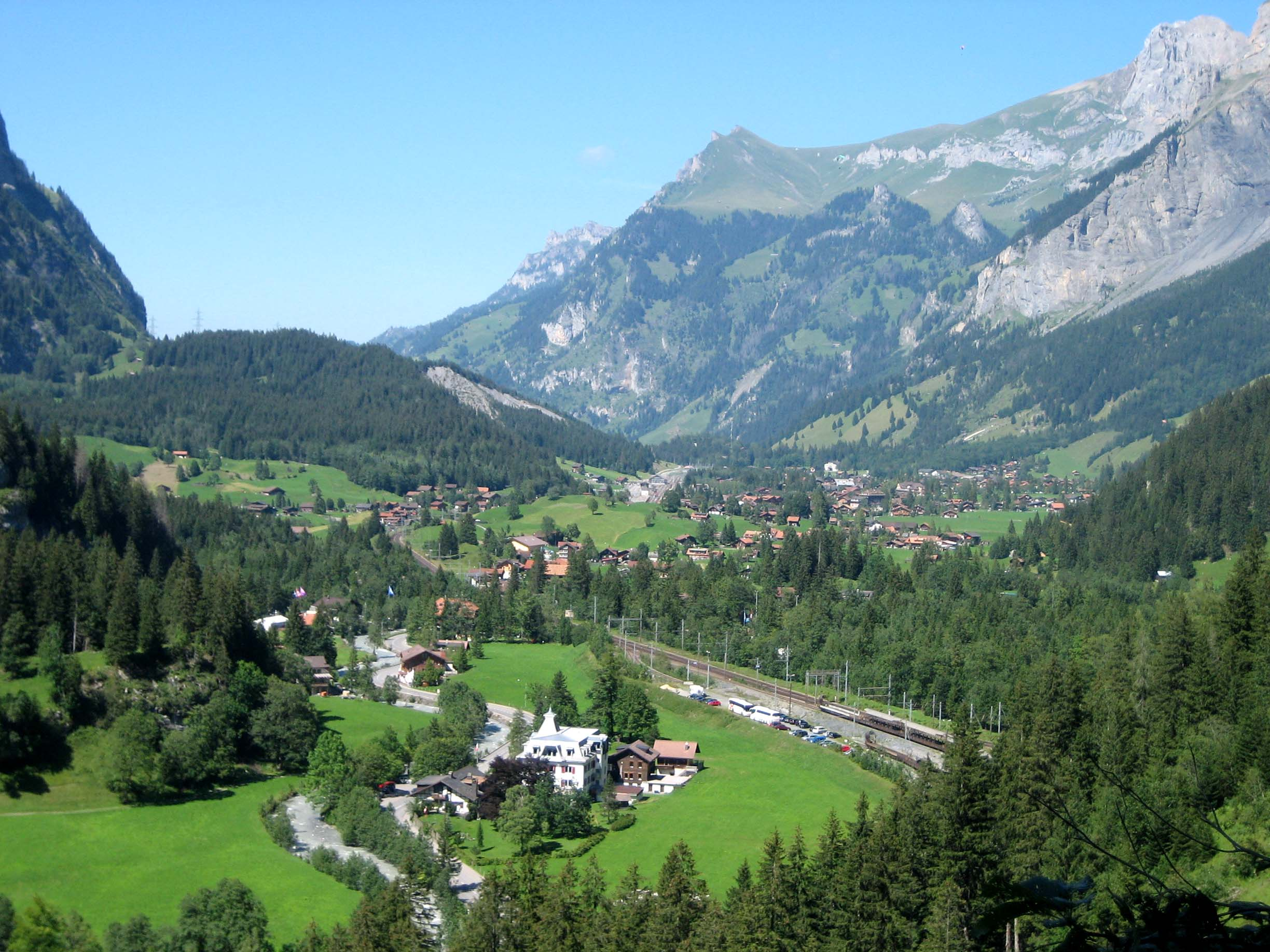
Kandersteg
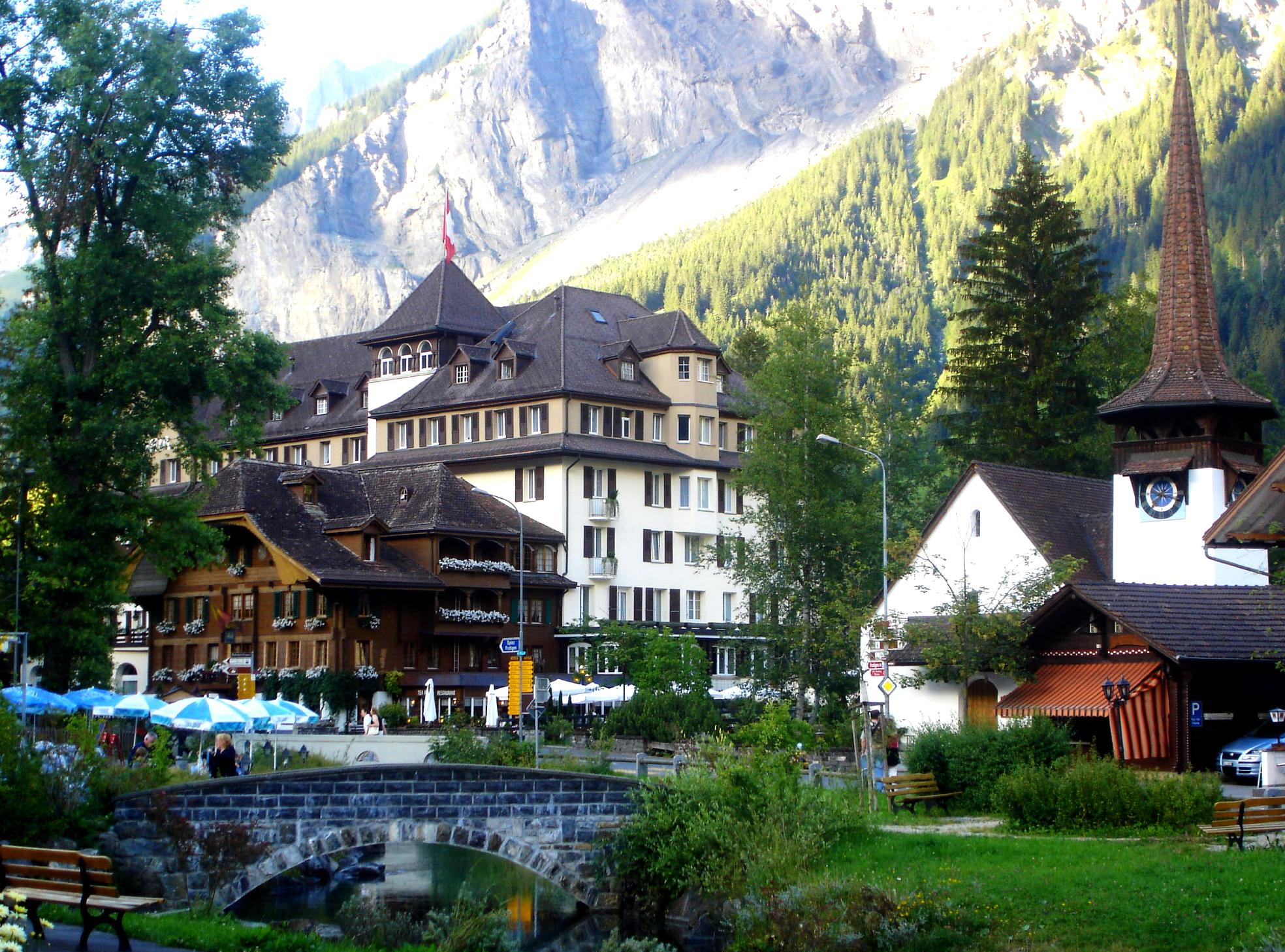
centrum miejscowości
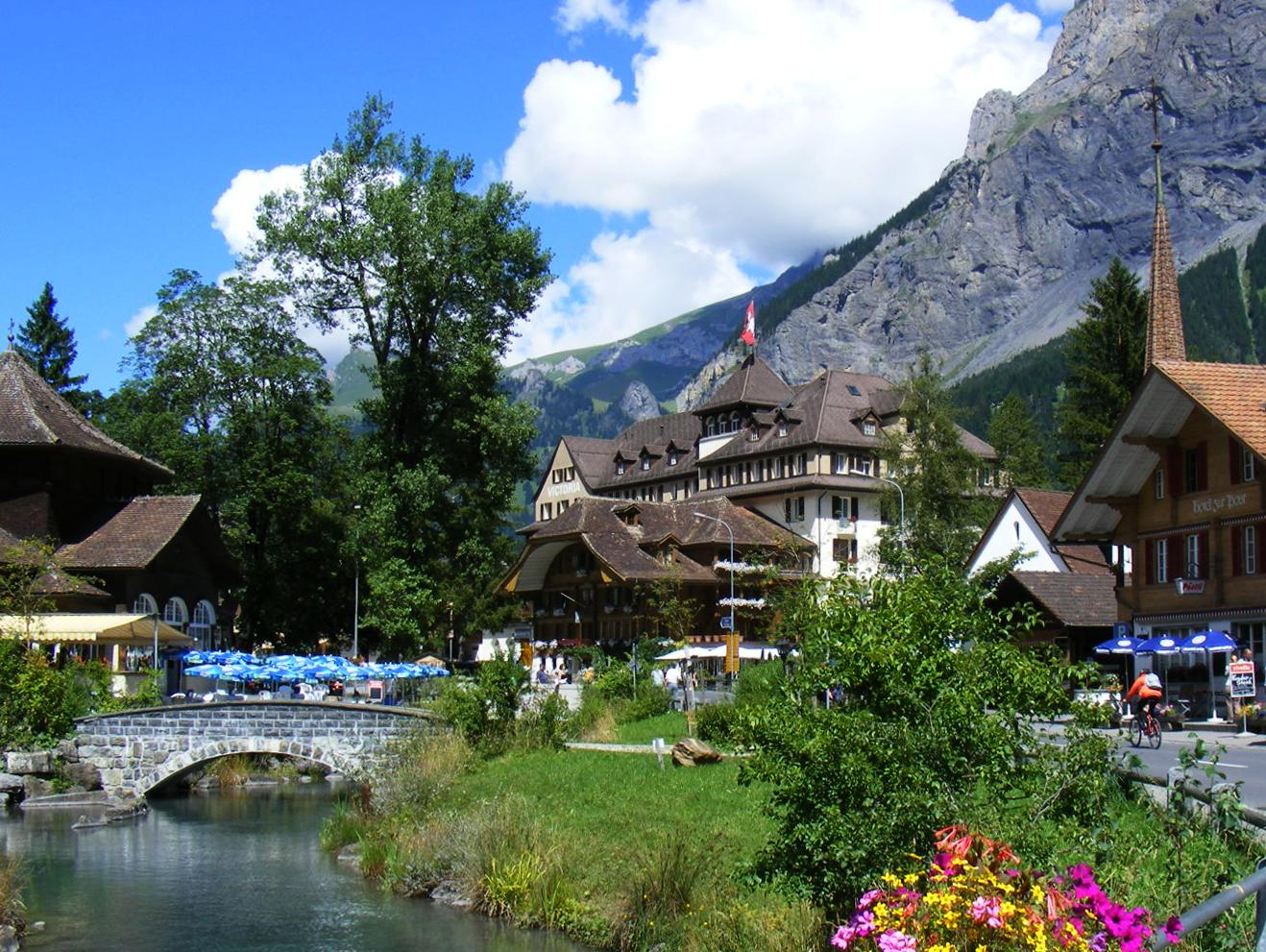
centrum miejscowości